# Plega hagenella
Plega hagenella is een insect uit de familie van de Mantispidae, die tot de orde netvleugeligen (Neuroptera) behoort. 
Plega hagenella is voor het eerst wetenschappelijk beschreven door Westwood in 1867.